# Национальный совет кинокритиков США: Десять лучших фильмов
Ниже приведен список Десяти лучших фильмов выбираемых ежегодно Национальным советом кинокритиков США начиная с 1929 года.

## Победители
† — премия «Оскар» за лучший фильм

‡ — номинация на «Оскар» за лучший фильм

Информация предоставлена официальным сайтом Национального совета кинокритиков США

### 1920-е
- 1929:
  - Аплодисменты[англ.]
  - Бродвей[англ.]
  - Бульдог Драммонд
  - Дело Лены Смит[англ.]
  - Дизраэли ‡
  - Аллилуйя![англ.]
  - Письмо
  - Парад любви ‡
  - Граница Парижа[англ.]
  - Валиант[англ.]

### 1930-е
| - 1930: - На Западном фронте без перемен † - Праздник - Смех - Человек из Бленкли - Мужчины без женщин - Марокко - Обратная связь - Роман - Улица удачи - Молодчина Дэвид | - 1931: - Симаррон † - Огни большого города - Городские улицы - Обесчещенная - Первая полоса ‡ - Гвардеец - Лёгкие миллионы - Рэнго - Капитуляция - Табу |

| - 1932: - Я — беглый каторжник ‡ - Какой ты меня желаешь - Билль о разводе - Прощай, оружие! - Мадам Рэкетир - Отсроченный платёж - Лицо со шрамом - Тарзан: Человек-обезьяна - Неприятности в раю - Две секунды | - 1933: - Топаз - Беркли-сквер - Кавалькада † - Маленькие женщины ‡ - Мама любит папу - Дудочник в пёстром костюме - Она обошлась с ним нечестно ‡ - Ярмарка штата ‡ - Треугольная Луна - Зоопарк в Будапеште |

| - 1934: - Это случилось однажды ночью † - Загадка графа Монте-Кристо - Преступление без страсти - Эскимос - Первая мировая война - Потерянный патруль - Лот в Содоме - Не выше славы - Тонкий человек ‡ - Вива, Вилья! ‡ | - 1935: - Осведомитель ‡ - Элис Эдамс ‡ - Анна Каренина - Дэвид Копперфильд ‡ - Золотая Лили - Отверженные ‡ - Жизнь Бенгальского улана ‡ - Мятеж на «Баунти» † - Рагглз из Ред-Геп ‡ - Кто убил старину Робина? |

| - 1936: - Мистер Дидс переезжает в город ‡ - Повесть о Луи Пастере ‡ - Новые времена - Рагглз из Ред-Геп ‡ - Ярость - Зима на пороге - Дьявол в юбке - Нулевой предел - Ромео и Джульетта ‡ - Узник острова акул - Зелёные пастбища | - 1937: - Когда настанет ночь ‡ - Жизнь Эмиля Золя † - Чёрный легион - Дама с камелиями - Уступи место завтрашнему дню - Благословенная земля ‡ - Они не забудут - Отважные капитаны ‡ - Звезда родилась ‡ - Дверь на сцену ‡ |

| - 1938: - Цитадель ‡ - Белоснежка и семь гномов - Бродяга - To the Victor - Пойте, грешники - Край света - Из человеческих сердец - Иезавель ‡ - Южный Райдинг - Три товарища | - 1939: - Признание нацистского шпиона ‡ - Грозовой перевал ‡ - Дилижанс ‡ - Ниночка ‡ - Молодой мистер Линкольн - Кризис - До свиданья, мистер Чипс ‡ - Мистер Смит едет в Вашингтон ‡ - Судьба солдата в Америке - Шпион в черном |

### 1940-е
| - 1940: - Гроздья гнева ‡ - Великий диктатор ‡ - О мышах и людях ‡ - Наш городок ‡ - Фантазия - Долгий путь домой ‡ - Иностранный корреспондент ‡ - Поедатель бисквитов - Унесённые ветром † - Ребекка † | - 1941: - Гражданин Кейн ‡ - Как зелена была моя долина † - Лисички - Звезды смотрят вниз - Дамбо - Высокая Сьерра - А вот и мистер Джордан ‡ - Том, Дик и Гарри - Дорога в Занзибар - Леди Ева |

| - 1942: - В котором мы служим ‡ - Один из наших самолётов не вернулся - Миссис Минивер † - Поездка Маргарет - Остров Уэйк ‡ - Зверь мужского пола - Майор и малютка - Странствия Салливана - Луна и грош - Крысолов ‡ | - 1943: - Случай в Окс-Боу ‡ - Дозор на Рейне ‡ - Военно-воздушные силы - Священные узы брака - Трудный путь - Касабланка † - Лесси возвращается домой - Батаан - Луна зашла - Ближайший родственник |

| - 1944: - Только одинокое сердце ‡ - Идти своим путём † - Чудо в Морганс-Крик - Слава герою-победителю - Песня Бернадетт ‡ - Вильсон ‡ - Встреть меня в Сент-Луисе - Тридцать секунд над Токио - Громовой рок - Спасательная шлюпка | - 1945: - Истинная слава - Потерянный уикэнд † - Южанин - Последний шанс - Жизнь и смерть полковника Блимпа - Дерево растёт в Бруклине - Сражающаяся леди - Путь вперед - Часы |

| - 1946: - Генрих V ‡ - Лучшие годы нашей жизни † - Короткая встреча - Прогулка под солнцем - It Happened at the Inn - Моя дорогая Клементина - Дневник горничной - Убийцы | - 1947: - Месье Верду - Большие надежды ‡ - Шуша - Перекрёстный огонь ‡ - Бумеранг! - Выбывший из игры - Джентльменское соглашение † - Жить в мире - Эта прекрасная жизнь ‡ - Перегонщики скота |

| - 1948: - Пайза - День гнева - Поиск - Сокровища Сьерра-Мадре ‡ - Луизианская история - Гамлет † - Змеиная яма ‡ - Джонни Белинда ‡ - Жанна д’Арк - Красные башмачки ‡ | - 1949: - Похитители велосипедов - Молчаливый - Осквернитель праха - Наследница ‡ - Дьявол во плоти - Квартет - Германия, год нулевой - Дом храбрости - Письмо трём жёнам ‡ - Поверженный идол |

### 1950-е
| - 1950: - Бульвар Сансет ‡ - Всё о Еве † - Асфальтовые джунгли - Мужчины - Край гибели - Вертикальный взлёт ‡ - Паника на улицах - Сирано де Бержерак - Выхода нет - Страх сцены | - 1951: - Место под солнцем ‡ - Алый знак доблести - Американец в Париже † - Смерть коммивояжёра - Детективная история - Трамвай «Желание» ‡ - Решение перед рассветом ‡ - Незнакомцы в поезде - Камо грядеши - Четырнадцать часов |

| - 1952: - Тихий человек ‡ - Ровно в полдень ‡ - Огни рампы - Пять пальцев - Снега Килиманджаро - Вор - Злые и красивые - Поющие под дождём - Сначала и потом - Мой сын Джон | - 1953: - Юлий Цезарь ‡ - Шейн ‡ - Отныне и во веки веков † - Мартин Лютер - Лили - Римские каникулы ‡ - Лагерь для военнопленных № 17 - Маленький беглец - Могамбо - Плащаница ‡ |

| - 1954: - В порту † - Семь невест для семерых братьев ‡ - Деревенская девушка ‡ - Звезда родилась - Административная власть - Исчезающая прерия - Сабрина - 20 000 лье под водой - Непобеждённая - Посрами дьявола | - 1955: - Марти † - К востоку от рая - Мистер Робертс ‡ - Плохой день в Блэк-Роке - Лето - Татуированная роза ‡ - Человек по имени Питер - Не как чужой - Пикник ‡ - Африканский лев |

| - 1956: - Вокруг света за 80 дней † - Моби Дик - Король и я ‡ - Жажда жизни - Дружеское увещевание ‡ - Кто-то там наверху любит меня - Свадебный подарок, или Всё как у людей - Анастасия - Человек, которого никогда не было - Автобусная остановка | - 1957: - Мост через реку Квай † - 12 разгневанных мужчин ‡ - Дух Сент-Луиса - Восход луны - Альберт Швейцер - Забавная мордашка - Мальчишник - Под нами враг - Шляпа, полная дождя - Прощай, оружие! |

| - 1958: - Старик и море - За отдельными столиками ‡ - Последний салют - Долгое жаркое лето - Windjammer - Кошка на раскалённой крыше ‡ - Богиня - Братья Карамазовы - Я и полковник - Жижи † | - 1959: - История монахини ‡ - Бен-Гур † - Анатомия убийства ‡ - Дневник Анны Франк ‡ - Середина ночи - В джазе только девушки - Человек, который понимал женщин - Внезапно, прошлым летом - На берегу - К северу через северо-запад |

### 1960-е
| - 1960: - Сыновья и любовники ‡ - Форт Аламо ‡ - Бродяги ‡ - Пожнёшь бурю - Восход солнца в Кампобелло - Элмер Гантри ‡ - Домой с холма - Квартира † - Дикая река - Тьма наверху лестницы | - 1961: - Седьмой вопрос - Мошенник ‡ - Вестсайдская история † - Невинные - Священник для преступников - Лето и дым - Молодые доктора - Нюрнбергский процесс ‡ - Один, два, три - Фанни ‡ |

| - 1962: - Самый длинный день ‡ - Билли Бад - Сотворившая чудо - Лоуренс Аравийский † - Долгий день уходит в ночь - Свистни по ветру - Реквием по тяжеловесу - Вкус мёда - Любитель птиц из Алькатраса - Военная охота | - 1963: - Том Джонс † - Полевые лилии ‡ - Всю дорогу до дома - Хад - Такова спортивная жизнь - Повелитель мух - Угловая комната - Большой побег - Как был завоёван Запад ‡ - Кардинал |

| - 1964: - Бекет ‡ - Моя прекрасная леди † - Девушка с зелеными глазами - Мир Генри Ориента - Грек Зорба ‡ - Топкапи - Меловой сад - Прекрасные часы - Четыре ноябрьских дня - Сеанс дождливым вечером | - 1965: - История Элеоноры Рузвельт - Муки и радости - Доктор Живаго ‡ - Корабль дураков ‡ - Шпион, пришедший с холода - Дорогая ‡ - Величайшая из когда-либо рассказанных историй - Тысяча клоунов ‡ - Поезд - Звуки музыки † |

| - 1966: - Человек на все времена † - Рожденная свободной - Элфи ‡ - Кто боится Вирджинии Вулф? ‡ - Библия - Девушка Джорджи - Джон Ф. Кеннеди - Это случилось здесь - Русские идут! Русские идут! ‡ - Слуги Шекспира | - 1967: - Вдали от обезумевшей толпы - Шептуны - Улисс - Хладнокровное убийство - В интересном положении - Укрощение строптивой - Доктор Дулиттл ‡ - Выпускник ‡ - Комедианты - Несчастный случай |

| - 1968: - Башмаки рыбака - Ромео и Джульетта ‡ - Битлз: Жёлтая подводная лодка - Чарли - Рейчел, Рейчел ‡ - Если бы не розы - Лев зимой ‡ - Планета обезьян - Оливер! † - Космическая одиссея 2001 года | - 1969: - Загнанных лошадей пристреливают, не правда ли? - Круг чистой воды - Топаз - Прощайте, мистер Чипс - Битва за Британию - Айседора - Расцвет мисс Джин Броди - Поддержите своего шерифа! - Настоящее мужество - Полуночный ковбой † |

### 1970-е
| - 1970: - Паттон † - Кес - Влюблённые женщины ‡ - Пять лёгких пьес ‡ - Дочь Райана - Я никогда не пел отцу - Дневник безумной домохозяйки - История любви ‡ - Дева и цыган - Тора! Тора! Тора! | - 1971: - Макбет - Приятель - Один день Ивана Денисовича - Французский связной † - Последний киносеанс ‡ - Николай и Александра ‡ - Посредник - Король Лир - Сказки Беатрис Поттер - Смерть в Венеции |

| - 1972: - Кабаре ‡ - Человек из Ла Манчи - Крёстный отец † - Саундер ‡ - 1776 - Влияние гамма-лучей на поведение маргариток - Избавление ‡ - Правящий класс - Кандидат - Исступление | - 1973: - Афера † - Бумажная луна - Бей в барабан медленно - Серпико - О, счастливчик! - Последний американский герой - Наёмный работник - День дельфина - Встреча двух сердец |

| - 1974: - Разговор ‡ - Убийство в «Восточном экспрессе» - Китайский квартал ‡ - Последний наряд - Гарри и Тонто - Женщина под влиянием - Воры как мы - Ленни ‡ - Дейзи Миллер - Три мушкетёра | - 1975: - Нэшвилл ‡ и Барри Линдон ‡ - Недостойное поведение - Пролетая над гнездом кукушки † - Мой отец говорил мне неправду - Собачий полдень ‡ - День Саранчи - Профессия: репортёр - Сердца запада - Прощай, моя красавица - Алиса здесь больше не живёт |

| - 1976: - Вся президентская рать ‡ - Телесеть ‡ - Рокки † - Последний магнат - Критическое решение - Подставное лицо - Самый меткий - Семейный заговор - Немое кино - Наваждение | - 1977: - Поворотный пункт ‡ - Энни Холл † - Джулия ‡ - Звёздные войны. Эпизод IV: Новая надежда ‡ - Близкие контакты третьей степени - Позднее шоу - Лихорадка субботнего вечера - Эквус - Киномеханик - Округ Харлан, США |

| - 1978: - Дни жатвы - Возвращение домой ‡ - Интерьеры - Супермен - Кино, кино - Полуночный экспресс ‡ - Незамужняя женщина ‡ - Прелестное дитя - Подружки - Приближается всадник | - 1979: - Манхэттен - Янки - Европейцы - Китайский синдром - Уходя в отрыв ‡ - Апокалипсис сегодня ‡ - Будучи там - Путешествие в машине времени - Северный Даллас Сорок - Крамер против Крамера † |

### 1980-е
| - 1980: - Обыкновенные люди † - Бешеный бык ‡ - Дочь шахтёра ‡ - Тэсс ‡ - Мелвин и Говард - Великий Сантини - Человек-слон ‡ - Трюкач - Мой телохранитель - Воскрешение | - 1981: - Огненные колесницы †, Красные ‡ - Атлантик-Сити ‡ - Стиви - Галлиполи - На золотом озере ‡ - Принц города - Индиана Джонс: В поисках утраченного ковчега ‡ - Воскрешение - Билет на небеса - Объездчик Морант |

| - 1982: - Ганди † - Вердикт ‡ - Выбор Софи - Офицер и джентльмен - Пропавший без вести ‡ - Инопланетянин ‡ - Мир по Гарпу - Тутси ‡ - Лунное сияние - Избранные | - 1983: - Измена † - Воспитание Риты - Нежное милосердие ‡ - Костюмер ‡ - Парни что надо ‡ - Завещание - Местный герой - Большое разочарование ‡ - Кросс-Крик - Йентл |

| - 1984: - Поездка в Индию ‡ - Париж, Техас - Поля смерти ‡ - Места в сердце ‡ - Массовая привлекательность - Деревня - История солдата ‡ - Птаха - Тише, он может услышать - У подножия вулкана | - 1985: - Цветы лиловые полей ‡ - Из Африки † - Поездка в Баунтифул - Свидетель ‡ - Поцелуй женщины-паука ‡ - Честь семьи Прицци ‡ - Назад в будущее - На охоте - Просто кровь - Сказочный ребёнок |

| - 1986: - Комната с видом ‡ - Ханна и её сёстры ‡ - Моя прекрасная прачечная - Муха - Останься со мной - Цвет денег - Дети меньшего бога ‡ - Около полуночи - Пегги Сью вышла замуж - Миссия ‡ | - 1987: - Империя солнца - Последний император † - Телевизионные новости - Неприкасаемые - Габи, правдивая история - Клич свободы - Роковое влечение ‡ - Надежда и слава ‡ - Уолл-стрит - Цельнометаллическая оболочка |

| - 1988: - Миссисипи в огне ‡ - Опасные связи ‡ - Обвиняемые - Невыносимая лёгкость бытия - Последнее искушение Христа - Такер: Человек и его мечта - Большой - Бег на месте - Гориллы в тумане - Успеть до полуночи | - 1989: - Шофёр мисс Дэйзи † - Генрих V - Секс, ложь и видео - Знаменитые братья Бейкеры - Моя левая нога ‡ - Общество мёртвых поэтов ‡ - Преступления и проступки - Рождённый четвёртого июля ‡ - Слава - Поле его мечты ‡ |

### 1990-е
| - 1990: - Танцующий с волками † - Гамлет - Славные парни ‡ - Пробуждение ‡ - Изнанка судьбы - Перекрёсток Миллера - Золотая молодежь - Мистер и миссис Бридж - Авалон - Кидалы | - 1991: - Молчание ягнят † - Багси ‡ - Большой каньон - Тельма и Луиза - Непредвиденное убийство - Умереть заново - Ребята по соседству - Беспутная Роза - Фрэнки и Джонни - Тропическая лихорадка |

| - 1992: - Говардс-Энд ‡ - Жестокая игра ‡ - Американцы - Несколько хороших парней ‡ - Игрок - Непрощённый † - Один неверный ход - Друзья Питера - Боб Робертс - Малкольм Икс | - 1993: - Список Шиндлера † - Эпоха невинности - Остаток дня ‡ - Пианино ‡ - Страна теней - Во имя отца ‡ - Филадельфия - Много шума из ничего - Короткие истории - Клуб радости и удачи |

| - 1994: - Форрест Гамп †, Криминальное чтиво ‡ - Телевикторина ‡ - Четыре свадьбы и одни похороны ‡ - Пули над Бродвеем - Эд Вуд - Побег из Шоушенка ‡ - Без дураков - Безумие короля Георга - Том и Вив - Небесные создания | - 1995: - Разум и чувства ‡ - Аполлон-13 ‡ - Каррингтон - Покидая Лас-Вегас - Американский президент - Великая Афродита - Дым - Доводы рассудка - Храброе сердце † - Подозрительные лица |

| - 1996: - Блеск ‡ - Английский пациент † - Фарго ‡ - Тайны и ложь ‡ - Все говорят, что я люблю тебя - Эвита - Отточенное лезвие - На игле - Народ против Ларри Флинта - Подозрительные лица, Джерри Магуайер ‡ | - 1997: - Секреты Лос-Анджелеса ‡ - Лучше не бывает ‡ - Крылья голубки - Умница Уилл Хантинг ‡ - Титаник † - Славное будущее - Ночи в стиле буги - Мужской стриптиз ‡ - Благодетель - Джеки Браун |

| - 1998: - Боги и монстры - Спасти рядового Райана ‡ - Елизавета ‡ - Счастье - Влюблённый Шекспир † - Мальчик-мясник - Лолита - Тонкая красная линия ‡ - Простой план - Танцы во время Луназы | - 1999: - Красота по-американски † - Талантливый мистер Рипли - Магнолия - Свой человек ‡ - Простая история - Колыбель будет качаться - Парни не плачут - Быть Джоном Малковичем - Перекати-поле - Три короля |

### 2000-е
| - 2000: - Перо маркиза де Сада - Траффик ‡ - Крупье - Можешь рассчитывать на меня - Билли Эллиот - Пока не наступит ночь - Гладиатор † - Вундеркинды - Вкус солнечного света - Танцующая в темноте | - 2001: - Мулен Руж! ‡ - В спальне ‡ - Одиннадцать друзей Оушена - Помни - Бал монстров - Чёрный ястреб - Человек, которого не было - Искусственный разум - Обещание - Малхолланд Драйв |

| - 2002: - Часы ‡ - Чикаго † - Банды Нью-Йорка ‡ - Тихий американец - Адаптация - Клетка для кроликов - Пианист ‡ - Вдали от рая - 13 разговоров об одном - Фрида | - 2003: - Таинственная река ‡ - Последний самурай - Станционный смотритель - 21 грамм - Дом из песка и тумана - Трудности перевода ‡ - Холодная гора - В Америке - Фаворит ‡ - Хозяин морей: На краю Земли |

| - 2004: - Волшебная страна ‡ - Авиатор ‡ - Близость - Малышка на миллион † - На обочине ‡ - Кинси - Вера Дрейк - Рэй ‡ - Соучастник - Отель «Руанда» | - 2005: - Доброй ночи и удачи ‡ - Горбатая гора ‡ - Капоте ‡ - Столкновение † - Оправданная жестокость - Матч-пойнт - Мемуары гейши - Мюнхен ‡ - Сириана - Переступить черту |

| - 2006: - Письма с Иводзимы ‡ - Вавилон ‡ - Кровавый алмаз - Отступники † - Дьявол носит Prada - Флаги наших отцов - Любители истории - Маленькая мисс Счастье ‡ - Скандальный дневник - Разрисованная вуаль | - 2007: - Старикам тут не место † - Как трусливый Роберт Форд убил Джесси Джеймса - Ультиматум Борна - Пока не сыграл в ящик - В диких условиях - Джуно ‡ - Бегущий за ветром - Ларс и настоящая девушка - Майкл Клейтон ‡ - Суини Тодд, демон-парикмахер с Флит-стрит |

| - 2008: - Миллионер из трущоб † - После прочтения сжечь - Подмена - Загадочная история Бенджамина Баттона ‡ - Тёмный рыцарь - Вызов - Фрост против Никсона ‡ - Гран Торино - Харви Милк ‡ - ВАЛЛ-И - Рестлер | - 2009: - Мне бы в небо ‡ - 500 дней лета - Воспитание чувств ‡ - Повелитель бури † - Бесславные ублюдки - Непокорённый - Посланник - Серьёзный человек ‡ - Звёздный путь - Вверх ‡ - Там, где живут чудовища |

### 2010-е
| - 2010: - Социальная сеть ‡ - Ещё один год - Боец ‡ - Потустороннее - Начало - Король говорит! † - Остров проклятых - Город воров - История игрушек: Большой побег ‡ - Железная хватка ‡ - Зимняя кость ‡ | - 2011: - Хранитель времени ‡ - Артист † - Потомки ‡ - Драйв - Девушка с татуировкой дракона - Гарри Поттер и Дары Смерти. Часть 2 - Мартовские иды - Дж. Эдгар - Древо жизни ‡ - Боевой конь ‡ |

| - 2012: - Цель номер один ‡ - Операция «Арго» † - Звери дикого Юга ‡ - Джанго освобождённый ‡ - Отверженные ‡ - Линкольн ‡ - Петля времени - Хорошо быть тихоней - Страна обетованная - Мой парень — псих ‡ | - 2013: - Она ‡ - 12 лет рабства † - Станция «Фрутвейл» - Гравитация ‡ - Внутри Льюина Дэвиса - Уцелевший - Небраска ‡ - Пленницы - Спасти мистера Бэнкса - Невероятная жизнь Уолтера Митти - Волк с Уолл-стрит ‡ |

| - 2014: - Самый жестокий год - Снайпер ‡ - Бёрдмэн † - Отрочество ‡ - Ярость - Исчезнувшая - Игра в имитацию ‡ - Врождённый порок - Лего. Фильм - Стрингер - Несломленный | - 2015: - Безумный Макс: Дорога ярости ‡ - Шпионский мост ‡ - Крид: Наследие Рокки - Омерзительная восьмёрка - Головоломка - Марсианин ‡ - Комната ‡ - Убийца - В центре внимания † - Голос улиц |

| - 2016: - Прибытие ‡ - По соображениям совести ‡ - Да здравствует Цезарь! - Любой ценой ‡ - Скрытые фигуры ‡ - Ла-Ла Ленд ‡ - Лунный свет † - День патриота - Молчание - Чудо на Гудзоне | - 2017: - Малыш на драйве - Зови меня своим именем ‡ - Горе-творец - Короче - Дюнкерк ‡ - Проект «Флорида» - Прочь ‡ - Леди Бёрд ‡ - Логан - Призрачная нить ‡ |

| - 2018: - Баллада Бастера Скраггса - Чёрная пантера ‡ - Сможете ли вы меня простить? - Восьмой класс - Дневник пастыря - Если Бил-стрит могла бы заговорить - Мэри Поппинс возвращается - Тихое место - Рома ‡ - Звезда родилась ‡ | - 2019: - 1917 ‡ - Меня зовут Долемайт - Ford против Ferrari ‡ - Кролик Джоджо ‡ - Достать ножи - Брачная история ‡ - Однажды в Голливуде ‡ - Дело Ричарда Джуэлла - Неогранённые драгоценности - Волны |  |

### 2020-е
| - 2020: - Пятеро одной крови - Девушка, подающая надежды ‡ - Душа - Звук металла ‡ - Земля кочевников † - Иуда и чёрный мессия ‡ - Минари ‡ - Новости со всех концов света - Первая корова - Полночное небо - Сорокалетняя я | - 2021: - Лакричная пицца ‡ - Аллея кошмаров ‡ - Белфаст ‡ - Вестсайдская история ‡ - Дюна ‡ - Король Ричард ‡ - Красная ракета - Не смотрите наверх ‡ - Последняя дуэль - Трагедия Макбета |

| - 2022: - Топ Ган: Мэверик - Аватар: Путь воды - Банши Инишерина - Всё везде и сразу - Говорят женщины - Достать ножи: Стеклянная луковица - Королева-воин - Солнце моё - Тилл - Фабельманы - RRR: Рядом ревёт революция | - 2023: - Убийцы цветочной луны - Барби - Бедные-несчастные - Мальчик и птица - Маэстро - Оппенгеймер - Оставленные - Прошлые жизни - Стальная хватка - Феррари |

| - 2024: - Злая: Сказка о ведьме Запада - Анора - Плохая девочка - Боб Дилан: Никому не известный - Конклав - Фуриоса: Хроники Безумного Макса - Гладиатор 2 - Присяжный номер два - Квир - Настоящая боль - Синг-Синг |